# Trolejbusy w Namanganie
Trolejbusy w Namanganie − zlikwidowany system komunikacji trolejbusowej w Namanganie w Uzbekistanie.

## Historia
Trolejbusy w Namanganie otwarto 4 kwietnia 1973. W następnych latach sieć rozbudowano. W ostatnich latach w mieście działa tylko jedna linia trolejbusowa o długości 14 km otwarta w maju 2000. Trasa linii: Наманган (ж.-д. вокзал) - Туракурган. W 2004 wymieniono sieć trakcyjną na linii od końcówki Ж.-д. вокзал przez ulicę Уйчийская do końcówki Тахтакуприк, jednak na linię nie wyjechały trolejbusy. Ostatecznie jedyną czynną linię trolejbusową zamknięto 4 stycznia 2010.

## Linie
W mieście istniało 5 linii trolejbusowych:
- 1: Центральный рынок - микрорайон № 1
- 2: Иттифок - Северный Ферганский канал
- 3: Центральный рынок (linia okrężna)
- 4: Центральный рынок (linia okrężna)
- 5: Тахтакуприк - Гирвансай

Po zawieszeniu wyżej wymienionych linii w mieście istniała jedna linia: 
- 1: Наманган (Ж/д вокзал) -Туракурган (завод «Охангар-ТТТ»)

W 2004 planowano także uruchomić kolejną linię
- Ж/д вокзал - масиив Тахтакуприк

## Tabor
Do obsługi ostatniej linii posiadano 10 trolejbusów ZiU-9.